# Drosophila petalopeza
Drosophila petalopeza är en tvåvingeart som beskrevs av Elmo Hardy 1965. Drosophila petalopeza ingår i släktet Drosophila och familjen daggflugor.
Artens utbredningsområde är Hawaii.